# Thomas Dolak senior
Thomas Dolak (auch Tomáš Dolák; * 25. Mai 1952 in Gottwaldov, Tschechoslowakei; † 23. Mai 2013) war ein deutsch-tschechischer Eishockeyspieler und -trainer. Nach seiner Flucht nach Deutschland war er etwa drei Jahrzehnte lang fast ununterbrochen in verschiedenen Funktionen für den EHC Freiburg und seine Vorgängervereine tätig, zuletzt bis zu seinem Tod als Cheftrainer der 1. Mannschaft. Seine Trikotnummer 25 wird beim EHC Freiburg ihm zu Ehren nicht mehr vergeben.

## Karriere
Thomas Dolak spielte in seiner Heimat Tschechoslowakei von 1968 bis zu seiner Flucht zuerst beim TJ Gottwaldov, dann bei ASD Dukla Jihlava und anschließend beim TJ Zetor Brno. Zudem absolvierte er einige Länderspiele für die tschechoslowakische Nationalmannschaft. Nach seiner Flucht spielte er ab 1982 erst beim ERC Freiburg, mit dem er schon ein Jahr später in die Bundesliga aufstieg. Nach dem Konkurs des ERC war er von 1984 bis 1986 beim ECD Iserlohn aktiv, bevor er zum neu gegründeten EHC Freiburg zurückkehrte, der in der 2. Bundesliga antrat. In der Saison 1987/88 feierte er mit der Mannschaft den Aufstieg in die Bundesliga, wo sich der Verein in den nächsten Jahren etablieren konnte.
Dolak blieb dem Verein auch erhalten, als der EHC nach dem Lizenzentzug im Sommer 1993 in der Regionalliga neu anfangen musste. Mit der Saison 1994/95, in der er nur noch zwei Spiele absolvierte, beendete er seine Spielerkarriere. Insgesamt absolvierte er 375 Spiele für Freiburg. Im November wurde sein Trikot unter die Hallendecke gezogen, seine Trikotnummer 25 wird ihm zu Ehren seitdem nicht mehr vergeben.

### Trainerlaufbahn
Nachdem Dolak bereits im Frühjahr 1993 in der Bundesliga und in der folgenden Spielzeit auch in der Regionalliga als Spielertrainer tätig gewesen war, wurde er nach dem Ende seiner Karriere hauptamtlicher Übungsleiter beim EHC. Er führte die Mannschaft schon in der Saison 1994/95 zur Meisterschaft in der 1. Liga. Seine erste Amtszeit als Cheftrainer in Freiburg dauerte bis 2000 an. Zur Saison 2001/02 wurde er vom SC Bietigheim-Bissingen als Cheftrainer verpflichtet, aber schon im November 2001 von Gary Prior ersetzt. Nachdem der EHC Freiburg im Februar 2002 den Headcoach Leos Zajic entlassen hatte, kehrte Dolak hinter die Bande zurück. Mit ihm stieg Freiburg im Jahr 2003 als Zweitliga-Meister in die Deutsche Eishockey Liga (DEL) auf. Dort konnte sein Team aber nicht mithalten, so dass er im Dezember 2003 freigestellt wurde.
Nach der Rückkehr des EHC in die 2. Bundesliga übernahm er in den Spielzeiten 2004/05 und 2005/06 jeweils für kurze Zeit das Traineramt, ehe er ab der Saison 2006/07 bei der 2. Mannschaft in der Regionalliga und im Nachwuchsbereich tätig war. Parallel war er als Sportlicher Leiter tätig. Die 1. Mannschaft trainierte er dann wieder ab November 2011. Einen Monat später gab der Verein bekannt, dass Dolak schwer erkrankt sei. Er trainierte die Mannschaft dennoch weiter und feierte mit ihr erst den Aufstieg in die Oberliga und in der Saison 2012/13 schließlich dort den Klassenerhalt. Am 23. Mai 2013 starb Dolak an den Folgen seiner Krankheit.

## Erfolge und Auszeichnungen

### Als Spieler
- 1970 Silbermedaille bei der U19-Junioren-Europameisterschaft
- 1971 Aufstieg in die 1. Liga mit dem TJ Gottwaldov
- 1974 Aufstieg in die 1. Liga mit dem TJ Gottwaldov
- 1981 Aufstieg in die 1. Liga mit dem TJ Zetor Brno
- 1983 Meister der 2. Bundesliga und Aufstieg in die Bundesliga mit dem ERC Freiburg
- 1988 Meister der 2. Bundesliga und Aufstieg in die Bundesliga mit dem EHC Freiburg

### Als Trainer
- 1995 Meister der 1. Liga mit dem EHC Freiburg
- 2003 Meister der 2. Bundesliga und Aufstieg in die Deutsche Eishockey Liga mit dem EHC Freiburg
- 2012 Regionalliga-Meister und Aufstieg in die Oberliga mit dem EHC Freiburg

## Karrierestatistik

### International
Vertrat die Tschechoslowakei bei:
- U19-Junioren-Europameisterschaft 1970

(Legende zur Spielerstatistik: Sp oder GP = absolvierte Spiele; T oder G = erzielte Tore; V oder A = erzielte Assists; Pkt oder Pts = erzielte Scorerpunkte; SM oder PIM = erhaltene Strafminuten; +/− = Plus/Minus-Bilanz; PP = erzielte Überzahltore; SH = erzielte Unterzahltore; GW = erzielte Siegtore; 1 Play-downs/Relegation; Kursiv: Statistik nicht vollständig); 2außer Saison 1994/95; 3nur Saison 1994/95

## Familie
Sein Sohn Thomas junior ist ebenfalls Eishockeyspieler und -trainer, der seine Karriere in den 1990er Jahren in der Mannschaft seines Vaters begann.